# Intelekt
Intelekt (łac. intellectus: percepcja, postrzeganie, poznanie) – zdolności umysłowe, kultura umysłowa człowieka (potencjalnie również istot pozaziemskich czy sztucznej inteligencji). Odnosi się do zdolności uzyskania i wykorzystania wiedzy, rozumienia myśli, poznania. Również inna nazwa umysłu, rozumu, inteligencji (w odróżnieniu od uczuć, woli, zmysłów). Ogólnie rzecz ujmując jest iloczynem zdolności umysłowych, doświadczenia oraz wiedzy człowieka i możliwości ich wykorzystywania. Termin ten jest ściśle związany z rozsądkiem i rozumieniem.
Geneza słowa intelekt pochodzi od łacińskich słów inter (między) oraz lego (wybierać) co po połączeniu oznacza "wybierać między".